# Estação Ecológica Serra Geral do Tocantins
A Estação Ecológica Serra Geral do Tocantins é uma estação ecológica localizada no Brasil. Foi criada por decreto presidencial em 27 de setembro de 2001. Abrange os municípios de Almas, Ponte Alta do Tocantins, Rio da Conceição e Mateiros, no estado do Tocantins, e Formosa do Rio Preto, no estado da Bahia, em uma região com baixíssima densidade demográfica.
Criado com os objetivos de proteger e preservar amostras dos ecossistemas de cerrado, bem como propiciar o desenvolvimento de pesquisas científicas. É uma das maiores do Brasil e sua área totaliza 716.306 hectares.
É administrada pelo Instituto Chico Mendes de Conservação da Biodiversidade (ICMBio).